# Мускульный желудок

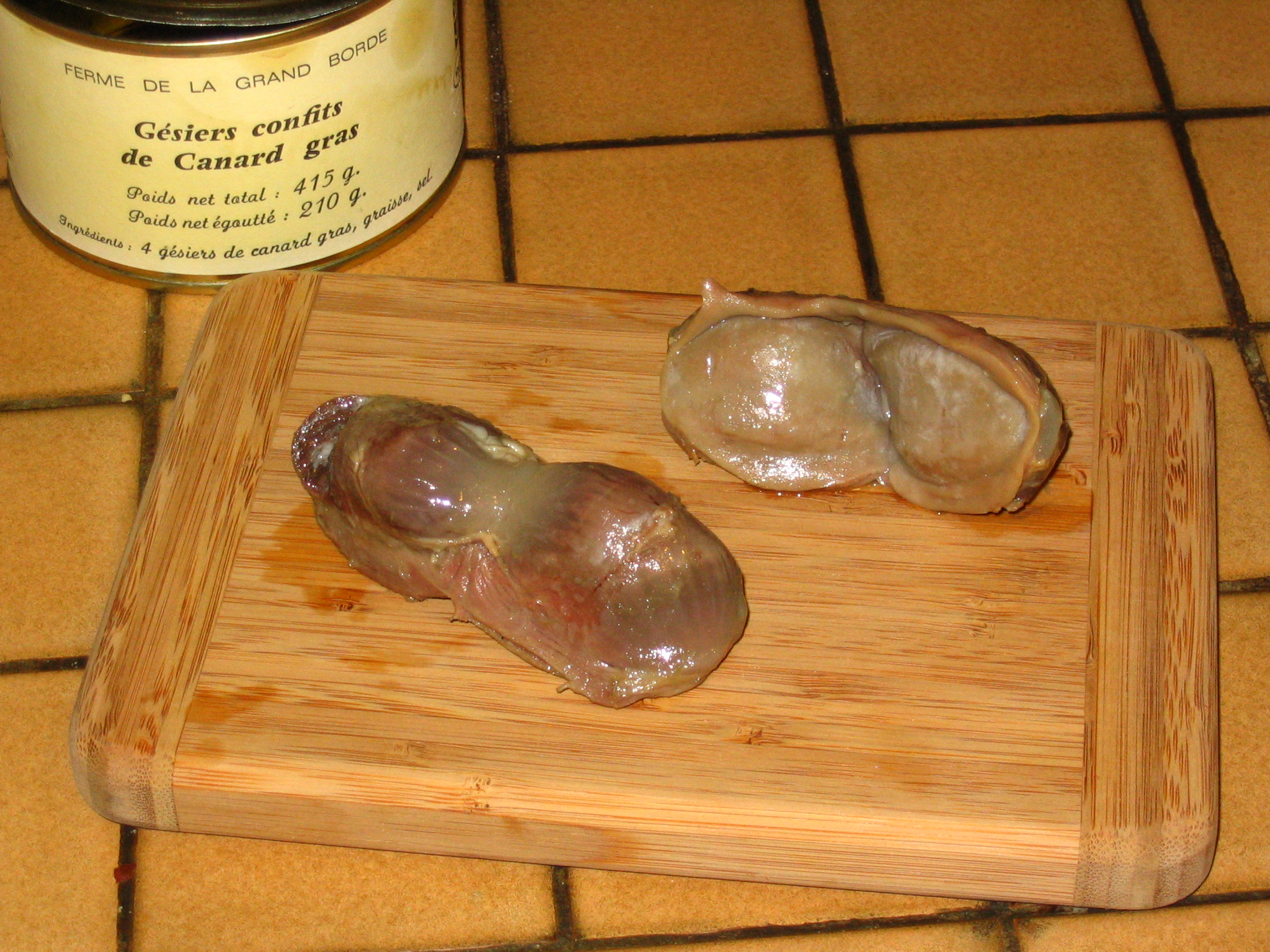
Мускульные желудки уток

Мускульный или второй или мускулистый или мышечный желудок — орган пищеварительного тракта некоторых животных, в частности птиц, пресмыкающихся, дождевых червей и некоторых рыб. Этот орган может образовываться как из желудка, так и из других частей пищеварительного тракта, он окружён толстыми мускульными стенками. Его главным назначением является измельчение и пережёвывание пищи. У некоторых насекомых и моллюсков мускульные желудки содержат хитиновые пластины или образования, напоминающие зубы.